# Kirenijsko pogorje
Kirenijsko pogorje (grško Κερύνειο Όρος; turško Girne Dağları) je dolgo, ozko gorovje, ki poteka približno 160 km vzdolž severne obale otoka Ciper. Izdelana je predvsem iz apnenca, z nekaj marmorja. Njegov najvišji vrh je gora Selvili, na 1024 m. Pentadaktylos (piše se tudi Pentadactylos; grško: Πενταδάκτυλος; turško: Beşparmak je drugo ime za Kirenijsko pogorje , čeprav Britannica Pentadaktylos omenja kot "zahodni del" zadnjega dela  ali Meunta. Pentadaktylos ("petprstni") je tako poimenovan po eni svojih najbolj prepoznavnih značilnosti, vrhu, ki spominja na pet prstov.
Kirenjsko pogorje je poimenovano po kirenskih gorah v Ahaji v Grčiji, ki so dobro znane iz mitologije zaradi povezave z enim od 12 Herkulovih del, ulovom Kerinejske košute, ki je tam živela. Ta sveta Artemidina košuta z zlatimi rogovi in bronastimi nogami je tekla tako hitro, da je nihče ni mogel ujeti. Herkul pa jo je potem ko jo je zasledoval celo leto, uspel ujeti in živo prepeljati v Mikene.
Uničujoč požar julija 1995 je požgal velike dele pogorja, kar je povzročilo izgubo pomembnega gozdnega zemljišča in naravnega habitata.
Edina druga gorska veriga na Cipru je gorovje Troodos.

## Geologija
Te gore so vrsta sedimentnih formacij od perma do srednjega miocena, ki jih je dvignil trk afriške in evrazijske plošče. Čeprav je le polovica višine gorovja Troodos, je Kirenijsko pogorje razgibano in se nenadoma dviga z ravnine Mesaoria.

## Zgodovina
Zaradi lege gora blizu morja so bile zaželene lokacije za opazovalne stolpe in gradove s pogledom na severno obalo Cipra, pa tudi na osrednjo ravnino. Ti gradovi običajno izvirajo iz 10. do 15. stoletja, predvsem pa so jih zgradili Bizantinci in Lusignanci. Gradovi Sv. Hilarion, Buffavento in Kantara sedijo ob vrhovih in so bili strateškega pomena v večini zgodovine Cipra v srednjem veku.

## Naslikana zastava
Zastava Severnega Cipra je naslikana na južnem pobočju Kirenijskega pogorja. Po poročanju je široka 425 metrov in visoka 250 metrov, ponoči pa je osvetljena.
Zastava velja za sporno, kot je razvidno iz parlamentarnega vprašanja, ki ga je Evropskemu parlamentu postavil Antigoni Papadopoulou 22. oktobra 2009: »Kako lahko dovoli obstoj takšne zastave, ki poleg katastrofalne okoljske škode, ki jo povzroča, uporaba kemičnih snovi in brutalna zloraba okolja, vključuje absurdno zapravljanje električne energije v času gospodarske krize? Ali Turčija izkazuje dovolj spoštovanja do okolja, da upraviči svojo željo po odprtju ustreznega poglavja pristopnih pogajanj?«

## Legende
O gorah Pentadactylos obstaja veliko legend. Ena pripoveduje zgodbo o predrznem vaščanu, ki se je zaljubil v lokalno kraljico in jo prosil za roko. Kraljica se je želela znebiti predrznega mladeniča in ga prosila, naj ji prinese nekaj vode iz izvira samostana Apostola Andreja v Karpasu, kar je bilo v tistih dneh nevarno potovanje. Moški je odšel in se po nekaj tednih vrnil s kožo, polno te dragocene vode. Kraljica je bila najbolj zgrožena, ko je videla, da mu je uspelo, a se še vedno ni hotela poročiti z njim. V navalu besa je vodo izlil na zemljo, zagrabil peščico nastalega blata in jo vrgel v glavo kraljice. Nagnila se je in kepa blata je padla daleč čez ravnino, in pristala na vrhu gorovja, kjer je še danes, in še vedno kaže vtis petih prstov zavrnjenega vaščana.
Drug slaven je bizantinski junak Digenis Akritas. Tradicija pravi, da je roka Digenisa Akritasa zgrabila goro, da bi pobegnil iz morja, ko je prišel osvoboditi Ciper pred saracenskimi napadalci, in to je njegov odtis roke. (Veliko skalo je vrgel tudi čez Ciper, da bi prišel do saracenskih ladij. Ta skala je pristala v Pafosu na mestu rojstnega kraja Afrodite, tako znane še danes kot Petra Tou Romiou ali "Grška skala".